# Werner Unger (Fußballspieler)

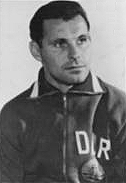
Werner Unger als Spieler der Fußballnationalmannschaft der DDR, 1964.

Werner „Peitsche“ Unger (* 4. Mai 1931 in Strehla; † 15. März 2002 in Berlin) war ein deutscher Fußballspieler. Er gewann fünfmal die Meisterschaft des DFV in der DDR-Oberliga in den Jahren 1958, 1960, 1962, 1965 und 1966.

## Laufbahn

### Vereine
Über die Stationen SG Wülknitz/Lichtensee, SG Koselitz und VP Bereitschaft Leipzig II kam der zumeist auf der linken Außenläuferposition spielende Nachwuchsspieler mit 20 Jahren zur Runde 1951/52 zum SK Vorwärts Leipzig und sammelte seine ersten Erfahrungen in der Oberliga. Da er in zwei Runden nur zu zwölf Meisterschaftseinsätzen gelangte, machte er in der Saison 1953/54 zwei Schritte zurück und wechselte zur BSG Motor West Karl-Marx-Stadt, die in der dritthöchsten Spielklasse, in der Bezirksliga, spielte. Er feierte die Meisterschaft und den Aufstieg in die DDR-Liga, folgte aber dem Ruf der BSG Motor Zwickau und gelangte somit zur Runde 1954/55 wieder in die Oberliga. Mit der Mannschaft von Trainer Erich Dietel belegte er den fünften Tabellenrang. Der unauffällig aber wirkungsvoll agierende Mittelfeldspieler bestritt alle 26 Ligaspiele der Runde. Mit 23 Jahren debütierte er am 24. Oktober 1954 in Sofia beim Länderspiel gegen Bulgarien in der Fußballnationalmannschaft der DDR. Nach der Übergangsrunde 1955 wechselte er zu den Rot-Gelben des ASK Vorwärts Berlin und spielte dann dort von 1956 bis 1968. Für Vorwärts absolvierte er 270 Oberligaspiele und bestritt auch 15 Einsätze im Europapokal.
Beim ersten Meisterschaftsgewinn 1958 war Unger bereits Kapitän der Mannschaft von Trainer Kurt Fritzsche und absolvierte 26 Einsätze in der Liga. Die Offensivqualität des Angriffes mit Horst Assmy, Rolf Fritzsche, Gerhard Vogt, Lothar Meyer und Günther Wirth trug wesentlich zum Meisterschaftsgewinn bei. Als 1960 der zweite Titelgewinn mit Trainer Harald Seeger folgte, „Peitsche“ bestritt 20 Spiele in der Oberliga, spielte sich das 19-jährige Talent Jürgen Nöldner in den Vordergrund. Als Routinier erlebte er die weiteren drei Meisterschaften in den Jahren 1962, 1965 und 1966. Der ASK Vorwärts zog in der Runde 1965/66 im Endspurt noch an Herbstmeister FC Carl Zeiss Jena vorbei. Werner Unger bestritt dabei für die Mannschaft von Trainer Günter Lammich an der Seite von Horst Begerad, Werner Krampe, Otto Fräßdorf, Jürgen Nöldner und Gerhard Vogt trotz seiner 35 Jahre noch 22 Meisterschaftsspiele. Mit 37 Jahren beendete er 1968 seine aktive Spielerlaufbahn in der DDR-Oberliga und verabschiedete sich aus dem Friedrich-Ludwig-Jahn-Sportpark.

### Auswahlspiele, 1954 bis 1964
Nach seinem Debüt in der Nationalmannschaft im Jahre 1954 noch bei der BSG Motor Zwickau spielend, dauerte es fast vier Jahre, bis der zweite Einsatz zustande kam. Am 29. Juni 1958 beim 1:1-Unentschieden gegen Polen wurde er als Aktiver von ASK Vorwärts Berlin wieder in die Länderelf berufen. Sein siebtes Spiel bestritt er beim 12:1-Rekordsieg am 12. Januar 1964 in Colombo gegen Sri Lanka. Dies war sein letztes Spiel in der A-Fußballnationalmannschaft der DDR. Mit der B-Nationalelf bestritt er von 1957 bis 1963 elf Spiele für den DFV. Auch für die Fußballolympiaauswahl der DDR war er im Einsatz. Bei den Deutsch-deutschen Ausscheidungsspielen 1959 und 1963 war er auch aktiv. Als sich die DDR 1963 gegen die von Helmut Schön trainierten DFB-Amateure durchgesetzt hatte, kam er auch in den Qualifikationsspielen gegen die Niederlande und die Sowjetunion zum Zuge. Im olympischen Fußballturnier 1964 in Tokio kam er zwar nur im Gruppenspiel gegen Mexiko am 15. Oktober in Yokohama zum Einsatz, trotzdem gehörte er zu den Bronzemedaillengewinnern der DFV-Mannschaft.
Am 16. November 1964 wurde Werner Unger mit der Ehrung „Verdienter Meister des Sports“ ausgezeichnet.